# Keokuk County
Keokuk County är ett administrativt område i delstaten Iowa, USA. År 2010 hade countyt 10 511 invånare. Den administrativa huvudorten (county seat) är Sigourney.

## Geografi
Enligt United States Census Bureau har countyt en total area på 1 502 km². 1 500 km² av den arean är land och 2 km² är vatten.

### Angränsande countyn
- Poweshiek County - nordväst
- Iowa County - nord
- Washington County - öst
- Jefferson County - sydost
- Wapello County - sydväst
- Mahaska County - väst

### Orter
- Delta
- Harper
- Keota (delvis i Washington County)
- Keswick
- Martinsburg
- North English (delvis i Iowa County)
- Sigourney (huvudort)